# 와타베 켄
와타베 켄(일본어: 渡部 建)은 일본의 오와라이 콤비 안잣슈의 멤버이다. 주로 츳코미 역을 담당한다. 도쿄도 하치오지시 출신. 스쿨JCA 제 2기생. 2020년 6월 9일 스스로 출연 중인 프로그램과 각 방송국에 자숙을 요청했으며 다음날 6월 10일 AV 배우를 포함한 직장인 여성 여러 명과의 불륜이 보도되었다.
| 와타베 켄 | 와타베 켄                              |
| --------- | -------------------------------------- |
| 출생      | 1972년 9월 23일 일본 도쿄도 하치오지시 |
| 학력      | 카나가와대학 (졸업)                    |
| 직업      | 코미디언                               |
| 신체      | 175cm, O형                             |
| 소속 그룹 | 안잣슈                                 |
| 포지션    | 츳코미                                 |
| 데뷔      | 1993년 <보캬부라 천국>                 |